# Baguindadougou
Baguindadougou est une commune rurale madenne de l'arrondissement de Doura dans le cercle de Farako et la région de Ségou. Elle a pour chef-lieu la localité de Markanibougou.

## Villages et hameaux
La commune s'étend sur 18 localités relevées lors du recensement général de 2009. 
Les villages les plus peuplés sont :
- Markanibougou (1 678 habitants) ;
- Djibougou (1 641 habitants) ;
- Bani (1 213 habitants).

La loi 2023-007 attribue à la commune 18 villages, fractions ou quartiers :
- Markanibougou
- Diaba Wéré
- Sagalani
- Soké
- Sirifi Wéré